# Accords Hô-Sainteny
 (mai 2009).
Si vous disposez d'ouvrages ou d'articles de référence ou si vous connaissez des sites web de qualité traitant du thème abordé ici, merci de compléter l'article en donnant les références utiles à sa vérifiabilité et en les liant à la section « Notes et références ».
Les accords Hô-Sainteny ou accords préliminaires du 6 mars (vietnamien : Hiệp-định sơ-bộ Mồng 6 Tháng 3, signés le 6 mars 1946 entre le commissaire du Gouvernement provisoire de la République française (GPRF) Jean Sainteny, ancien résistant, et Hô Chi Minh, chef du Gouvernement provisoire de la République démocratique du Viêt Nam (proclamée le 2 septembre 1945 après la révolution d'Août), reconnaissent, par la République française, l'existence d'un État libre du Vietnam au sein de l'Empire français. Ils prévoient aussi l'organisation à Fontainebleau pour l'été d'une conférence qui précisera les modalités d'application de ces accords.
Les accords Hô-Sainteny marquent la dernière tentative de sauver la paix et de trouver un terrain d'entente entre le mouvement d'indépendance Việt Minh et le Gouvernement français. Cette tentative est un échec et la guerre d'Indochine débute à la fin de l'année 1946.

## Contexte à la fin de la Seconde Guerre mondiale

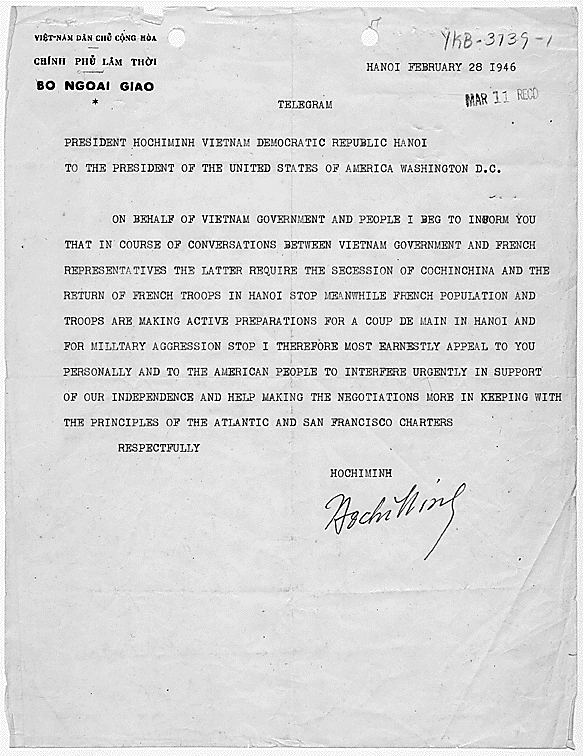
Télégramme de Ho Chi Minh à Truman demandant le soutien américain contre les Français, 28 février 1946.

Après la capitulation du Japon et selon la conférence de Potsdam, l'Indochine est occupée au nord du 16e parallèle par les troupes chinoises nationalistes de Tchang Kaï-chek et au sud par l'armée britannique, qui ont pour but de désarmer le reste des troupes japonaises. Le Việt Minh est surtout présent dans le nord du pays (Tonkin).
Le 25 août 1945, Bảo Đại, sommé d'abdiquer par le Việt Minh, remet les symboles de sa souveraineté, le sceau et l'épée d'or, à une délégation Việt Minh. Il est conservé par les indépendantistes comme « conseiller politique ». Ayant proclamé l'indépendance du Viêt Nam le 2 septembre 1945, Hô Chi Minh tente d'obtenir la reconnaissance de la communauté internationale au nom des droits énoncés dans la Charte de l'Atlantique. C'est ainsi qu'il envoie de nombreuses lettres au président Truman, lettres qui n'obtiennent aucune réponse officielle. Hô Chi Minh commence également à asseoir son pouvoir en éliminant une partie de ses adversaires politiques locaux (nationalistes, trotskystes).
Parallèlement, l'objectif du général de Gaulle est de « restaurer l'autorité de la France en Indochine » selon ses mots prononcés le 24 mars 1945. Depuis plusieurs mois, en effet, les autorités françaises sont diminuées du fait du coup de force du 9 mars 1945, lorsque les Japonais, qui occupaient la colonie depuis 1940, ont décapité les derniers vestiges de l'autorité française sur la colonie. Pour de Gaulle, la sortie du Viêt Nam de la sphère d'influence culturelle française est inacceptable. Fin 1945, un compromis semble trouvé, de Gaulle rencontre l'ex-empereur Duy Tân et lui promet un rétablissement sur le trône d'Annam et l'indépendance de la Cochinchine après référendum. Il nomme le vice-amiral Thierry d'Argenlieu Haut-commissaire et commandant en chef pour la Cochinchine.
Chaque camp se renforce donc au cours des derniers mois de l'année 1945. Les Français reprennent pied progressivement en Indochine au cours de l'automne et prennent le relais des troupes chinoises et britanniques. Le Corps expéditionnaire français en Extrême-Orient commandé par le général Leclerc s'empare en quelques semaines de la Cochinchine et du Sud-Annam. Contrairement à d'Argenlieu, Leclerc est persuadé qu'il faut négocier pour contrôler à nouveau le pays. Le départ du général de Gaulle du pouvoir précipite les évènements.

## Des négociations aux accords

### Une situation favorable à des négociations
Le 19 janvier 1946, le général de Gaulle, alors président du Gouvernement provisoire de la République française, démissionne, montrant ainsi sa désapprobation du « régime des partis » et de la politique engagée par l'Assemblée nationale constituante (crédits militaires, projet de nouvelle constitution), notamment l'absence de référendum populaire permettant de dénouer des situations inextricables.
Cet évènement de politique intérieure française a des répercussions en Indochine. Sous l'influence du Parti communiste et de la SFIO, Félix Gouin, nouveau chef du Gouvernement, décide de confier à Jean Sainteny, présent en Indochine depuis un an, les négociations avec Hô Chi Minh. De son côté, Leclerc se rend compte qu'après avoir repris les principales villes et axes de communication, il ne dispose pas d'une force militaire suffisante pour contrôler les territoires reconquis. Il pousse donc à la négociation tant avec les Chinois qu'avec le Việt Minh.
Les discussions avec les Chinois aboutissent le 28 février 1946 à un accord qui concèdent à la Chine des avantages commerciaux en échange du retrait de ses troupes d'ici le 31 mars, mais finalement pleinement réalisé en juin seulement.
Le Việt Minh lui-même est plus disposé à négocier en ce début d'année 1946, en raison d'un soutien étranger moins important. Les Américains ne sont plus hostiles à un retour des Français en Indochine et les relations avec les Chinois se sont tendues car ceux-ci poussent à un gouvernement d'union nationale au Viêt Nam et se livrent à des exactions dans la partie du pays qu'ils occupent. De plus, une délégation soviétique, présente à ce moment-là à Hanoï, recommande d'ouvrir des négociations. Par ailleurs, le Việt Minh s'est renforcé en ce début d'année 1946. Il a gagné les élections organisées dans le Nord et le Centre du pays sous son contrôle (en). C'est donc en se sentant en position de force que les indépendantistes vietnamiens accueillent le commissaire du GPRF. Ils réclament notamment que le mot indépendance apparaisse explicitement dans les accords.

### Contenu des accords
À l'issue des négociations qui se tiennent à Hanoï, les accords sont signés entre les différents protagonistes le 6 mars 1946. Chacun d'eux a accepté une importante concession pour que les discussions soient un succès.
Tout d'abord, ces accords entérinent le retour de l'armée française. Hô Chi Minh est bien conscient que celle-ci est plus moderne et aguerrie que ses troupes en cours de formation. Cependant il redoute aussi la mainmise des Chinois sur le Nord Viêt Nam et cède donc sur plusieurs points. Il accepte que le corps expéditionnaire de Leclerc occupe le nord du pays en remplacement des troupes chinoises jusqu'en 1951, affirmant préférer « renifler la merde française pendant cinq ans plutôt que manger la merde chinoise le restant de ses jours ». La date de l'abandon des bases aériennes et navales, concédées aux Français, est quant à elle remise à des discussions ultérieures.
En contrepartie, Sainteny n'hésite pas à parler de l'indépendance du Vietnam. Les accords utilisent la formule suivante : « la France reconnaît la République du Viêt Nam comme un État libre ayant son gouvernement, son Parlement, son armée et ses finances, faisant partie de la Fédération indochinoise et de l'Union française ». La France s'engage aussi à reconnaître les résultats d'un futur référendum sur l'unité vietnamienne englobant les trois « ky » (pays).

### Suites immédiates
Le 18 mars 1946, Hô Chi Minh accueille les troupes de Leclerc qui entrent dans Hanoï. Une proclamation commune demande aux populations de s'entendre. Aucun coup de feu n'est tiré, et la paix semble sauve. Il est invité en France pour poursuivre les négociations.
Cependant, certaines voix dénoncent déjà ces accords, comme Thierry d'Argenlieu qui parle de « Munich indochinois ». À l'inverse, les Vietnamiens nationalistes prochinois trouvent là une occasion de surenchérir dans le discours indépendantiste aux dépens du Việt Minh, dont certains partisans ne cachent pas leur déception : « le vieux renard s'est fait rouler pour avoir accepté le retour de l'armée française ».

## Échec de la conférence de Fontainebleau
D'Argenlieu profite de l'absence d'Hô Chi Minh, en route vers la France, pour faire proclamer 1er juin, la République autonome de Cochinchine, en accord avec le ministre de la France d'Outre-Mer Marius Moutet, mais en violation des accords du 6 mars. La conférence de Fontainebleau s'ouvre néanmoins le 22 juin, entre Hô Chi Minh et le nouveau gouvernement français présidé par Georges Bidault. Le 14 septembre, Ho Chi Minh signe un accord de « modus vivendi » de façade avant de rentrer, les positions respectives des deux parties étant inconciliables.

## Ouverture des hostilités
Les hostilités commencent à Haïphong, dans le nord du pays, pour la question du service des douanes, repris unilatéralement par les Français le 10 septembre. Le 19 novembre, le contrôle d'une jonque dans le port provoque de graves incidents, qui font 24 morts. Le général Valluy, qui remplace d'Argenlieu alors à Paris, ordonne à son subordonné sur place, le colonel Pierre-Louis Dèbes, d'en profiter pour se rendre maître de la ville d'une importance économique capitale.
Le 23 novembre, trois navires français bombardent Haïphong, faisant plusieurs milliers de victimes civiles (20 000 selon le Viet Minh, moins de 6 000 selon une enquête de l'amiral Robert Battet). La guerre d'Indochine éclate « formellement » le 19 décembre, avec le soulèvement de Hanoï.